# Lagorchestes leporides
Lagorchestes leporides — вид родини Кенгурових. Етимологія: лат. lepus — «заєць», лат. -eides — «-подібний». Вид був ендеміком південно-східної Австралії. Останній екземпляр був зібраний в 1890 році. Цей маловідомий вид, схоже, населяв луки і трав'янисті рівнини. 

## Опис
|               | Він нагадує звичайного європейського зайця розміром і текстурою хутра, передні кінцівки дуже маленькі, верх тіла строкатий чорним, коричневим і жовтим, блідо-жовтий з боків і біля очей, черево сірувато-біле, передні кінцівки чорні зверху. Довжина голови й тіла: 495 мм; хвіст: 330 мм. |
| — Gould, 1841 | |